# Ecteinascidia bombayensis
Ecteinascidia bombayensis is een zakpijpensoort uit de familie van de Perophoridae. De wetenschappelijke naam van de soort is voor het eerst geldig gepubliceerd in 1939 door Das.